# Mustaschfnittertrast
Mustaschfnittertrast (Ianthocincla cineracea) är en asiatisk fågel i familjen fnittertrastar inom ordningen tättingar.

## Utseende
Mustaschfnittertrasten är en medelstor (21-24 cm), sandbrun fnittertrast. På huvudet syns vanligen svart hjässa, svart
streck bakom ögat och en svart bred mustaschfläck på vitaktigt ansikte. Handpennorna är gråkantade, handtäckarna svartaktiga. På tertialerna och stjärten syns svarta subterminala band. Den rätt kraftiga näbben är blek, likaså ögat.
Östliga fåglar (cineraceiceps, se nedan) har istället matt gråbrun hjässa istället för svart, varmare och mörkare ovansida, mattare kastanjefärgat ögonbrynsstreck och örontäckare utan svart streck bakom ögat samt blekt vinfärgad snarare än beigevit på strupe och bröst.

## Läte
Bland lätena hörs fräcka, rätt ljusa, snabbt upprepade och korta "pr’r’r’r’ip", ibland uppblandade med hårda kacklande toner. Sången är inte med säkerhet dokumenterad.

## Utbredning och systematik
Mustaschfnittertrast delas normalt in i tre underarter med följande utbredning:
- cineracea-gruppen
  - Ianthocincla cineracea cineracea – förekommer från södra Assam (söder om Brahmaputra) till västra Myanmar (Chinbergen)
  - Ianthocincla cineracea strenua – förekommer från nordöstra Myanmar till södra Kina (sydöstra Sichuan och nordvästra Yunnan)
- Ianthocincla cineracea cinereiceps – förekommer i  södra Kina (västra Sichuan till Anhui, Guangdong och Zhejiang); även påträffad i närliggande norra Vietnam[3] samt är införd i Japan på Shikoku[5].

Sedan 2016 urskiljer Birdlife International underarten cinereiceps som den egna arten "östlig mustaschfnittertrast".

### Släktestillhörighet
Vitbrynad fnittertrast placeras traditionellt i det stora fnittertrastsläktet Garrulax, men tongivande Clements et al lyfter ut den och ett antal andra arter till släktet Ianthocincla efter DNA-studier. Senare studier bekräftar att Garrulax består av flera, äldre klader, varför denna linje följs här.

## Levnadssätt
Mustaschfnittertrasten hittas i städsegrön skog, blandskog, övergiven odlingsmark, ungskog, bambu samt busk- och gräsmarker, ibland även nära byar. I Kina påträffas den från 200 till 1750 mters höjd, i Burma 1220-2500 och i Indien 1280-1830. Fågeln födosöker huvudsakligen på marken efter små skalbaggar och andra insekter, men även bär, frön och små frukter. Under häckningstid ses den i par, annars i små grupper, i Kina ofta med kinesisk sångfnittertrast. Arten är stannfågel.

### Häckning
Häckningen sker från mars till oktober. Det skålformade boet av löv, mossa, gräs, kvistar och rötter är kompakt men rätt slarvigt byggt. Det placeras i en buske eller bambuklyka, vari fågeln lägger två till fyra ägg. Boparasitsim från berghökgök har noterats i Indien.

## Status och hot
IUCN hotkategoriserar underartsgrupperna (eller arterna) var för sig. Båda anses minska i antal till följd av habitatförlust och fragmentering, dock inte så kraftigt att de anses som hotade. Internationella naturvårdsunionen IUCN bedömer dem båda därför som  livskraftiga.